# Костин, Виктор Иосифович
Ви́ктор Ио́сифович Ко́стин (1923—1989) — советский военнослужащий, сержант Советской Армии, участник Великой Отечественной войны, Герой Советского Союза (1945).

## Биография
Виктор Костин родился 30 августа 1923 года на хуторе Средний Челбас (ныне — Павловский район Краснодарского края). После окончания средней школы и курсов трактористов работал по специальности. В 1941 году Костин был призван на службу в Рабоче-крестьянскую Красную Армию. В боях был тяжело ранен и демобилизован. В течение года воевал в партизанском отряде на родине. В мае 1943 года Костин повторно был призван в армию. К октябрю 1944 года гвардии сержант Виктор Костин командовал отделением взвода связи 327-го гвардейского горнострелкового полка 128-й гвардейской горнострелковой дивизии 1-й гвардейской армии 4-го Украинского фронта. Отличился во время освобождения Польши.
12 октября 1944 года Костин участвовал в боях за высоту 840 к югу от города Санок. В критический момент боя Костин, заменив собой выбывшего из строя командира взвода, отразил немецкую контратаку и ворвался на вершину высоты. Противник предпринял попытку отбить высоту, практически отрезав её от основных сил. Костин, несмотря на попытки немецких войск помешать ему, сумел протянуть линию связи к штабу батальона, благодаря чему бойцы на высоте получили подкрепления.
Указом Президиума Верховного Совета СССР от 24 марта 1945 года за «мужество, отвагу и героизм, проявленные в борьбе с немецкими захватчиками» гвардии сержант Виктор Костин был удостоен высокого звания Героя Советского Союза с вручением ордена Ленина и медали «Золотая Звезда» за номером 6964.

Могила на Улыбышевском кладбище

После окончания войны Костин учился в Рижском артиллерийском училище береговой обороны, но в 1947 году из-за болезни был вынужден оставить службу. Проживал и работал во Владимире. Скончался 17 июня 1989 года, похоронен на Аллее Славы Улыбышевского кладбища Владимира.
Был также награждён орденами Отечественной войны 1-й степени и Славы 3-й степени, рядом медалей.

## Награды и звания
- Медаль «Золотая Звезда» Героя Советского Союза № 7994 (24.03.1945).[2]
- Орден Ленина (24.03.1945).[2]
- Орден Отечественной войны 1 степени (11.03.1985)[3]
- Орден Славы 3 степени (1.10.19444[4]

- - медали, в том числе:
  - «В ознаменование 100-летия со дня рождения Владимира Ильича Ленина» (6 апреля 1970)
  - «За победу над Германией в Великой Отечественной войне 1941—1945 гг.» (9.5.1945)[5]
  - «20 лет Победы в Великой Отечественной войне 1941—1945 гг.» (7 мая 1965[6])
  - «30 лет Победы в Великой Отечественной войне 1941—1945 гг.»[7]
  - Медаль «Сорок лет Победы в Великой Отечественной войне 1941—1945 гг.»[8]

- - «Ветеран труда»
  - «30 лет Советской Армии и Флота»[9]
  - «40 лет Вооружённых Сил СССР»[10]
  - «50 лет Вооружённых Сил СССР» (26 декабря 1967[11])
  - «60 лет Вооружённых Сил СССР» (28 января 1978[12])

- Знак «25 лет победы в Великой Отечественной войне» (1970)

## Память

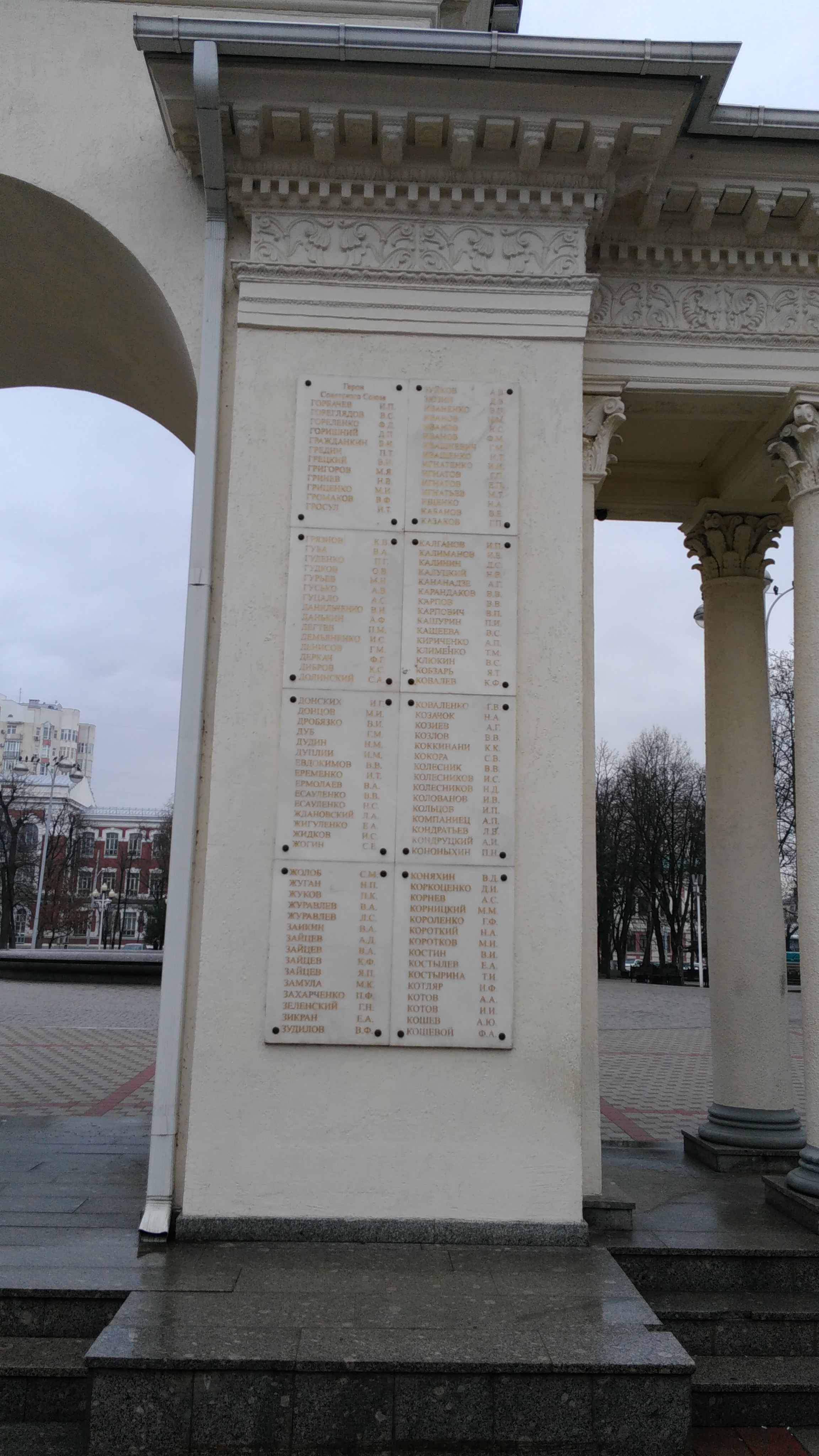
Имя Героя на мемориальной арке в Краснодаре. (Г-К)

- Имя Героя увековечено на мемориальной арке в Краснодаре.
- Имя Героя высечено золотыми буквами в зале Славы Центрального музея Великой Отечественной войны в Парке Победы города Москвы.
- Стела с барельефом героя установлена в мае 2010 года на мемориале на площади Победы Владимира.
- На Аллее Славы Улыбышевского кладбища Владимира на могиле героя установлен надгробный памятник.